# Ониэгбуле, Адриано
Бриан Адриано Огечукву Ониэгбули (нем. Brian Adriano Ogechukwu Onyegbule; род. 23 июня 2006, Вюрцбург, Бавария) — немецкий футболист нигерийского происхождения, полузащитник клуба «Базель».

## Клубная карьера
Ониэгбули — воспитанник клуба «РБ Лейпциг». Летом 2022 года игрок перешёл в швейцарский «Базель». 14 мая 2023 года в матче против «Санкт-Галлена» он дебютировал в швейцарской Суперлиге. 